# Salomão Malina
Salomão Malina (Rio de Janeiro, 16 de maio de 1924 – São Paulo, 31 de agosto de 2002) foi presidente nacional do Partido Comunista Brasileiro entre 1987 e 1991, sucedendo a Giocondo Dias. Foi o último secretário-geral do PCB antes da cisão que deu origem ao Partido Popular Socialista (PPS).
Ingressou no PCB no início dos anos 1940. Durante sua vida passou vários anos presos e 35 anos na clandestinidade. Combateu, como oficial, na Segunda Guerra Mundial; tendo sido condecorado, por sua bravura, com a Cruz de Combate de Primeira Classe, a maior condecoração de guerra do Exército Brasileiro. Assumiu a direção do PCB em 1987 por ocasião do VIII Congresso do Partido. Foi diretor do jornal Imprensa Popular, também do PCB.
Morreu na madrugada de 31 de agosto de 2002, na antevéspera de receber a Medalha Anchieta e o Diploma de Gratidão da Cidade de São Paulo. Foi velado na Assembleia Legislativa de São Paulo e sepultado no Cemitério Israelita do Butantã..